# Paradystus infrarufus
Paradystus infrarufus är en skalbaggsart som beskrevs av Stephan von Breuning 1954. Paradystus infrarufus ingår i släktet Paradystus och familjen långhorningar.
Artens utbredningsområde är Myanmar. Inga underarter finns listade i Catalogue of Life.